# Stipa bracteata
Stipa bracteata är en gräsart som beskrevs av Jason Richard Swallen. Stipa bracteata ingår i släktet fjädergrässläktet, och familjen gräs. Inga underarter finns listade i Catalogue of Life.